# Cnemidophorus rostralis
Cnemidophorus rostralis — вид ящірок родини теїдових (Teiidae). Ендемік Венесуели.

## Поширення і екологія
Cnemidophorus rostralis є ендеміками острова Ла-Тортуга в Карибському морі. Вони живуть на піщаних пляжах, в сухих колючих чагарниках, мангрових заростях та на прибережних луках.

## Збереження
МСОП класифікує стан збереження цього виду як близький до загрозливого. Cnemidophorus rostralis загрожує знищення природного середовища.